# 奥乌苏·本森
奥乌苏·本森（Owusu Benson，1977年3月22日—）是一名已退役的加纳足球运动员。2008年3月31日，他在训练期间突然心脏骤停。醫務人員隨即對其抢救，雖然奥乌苏·本森脫離了生命危險，不過奥乌苏·本森又陷入昏迷，但最終奥乌苏·本森于2008年4月3日康复。